# Apostolicam actuositatem

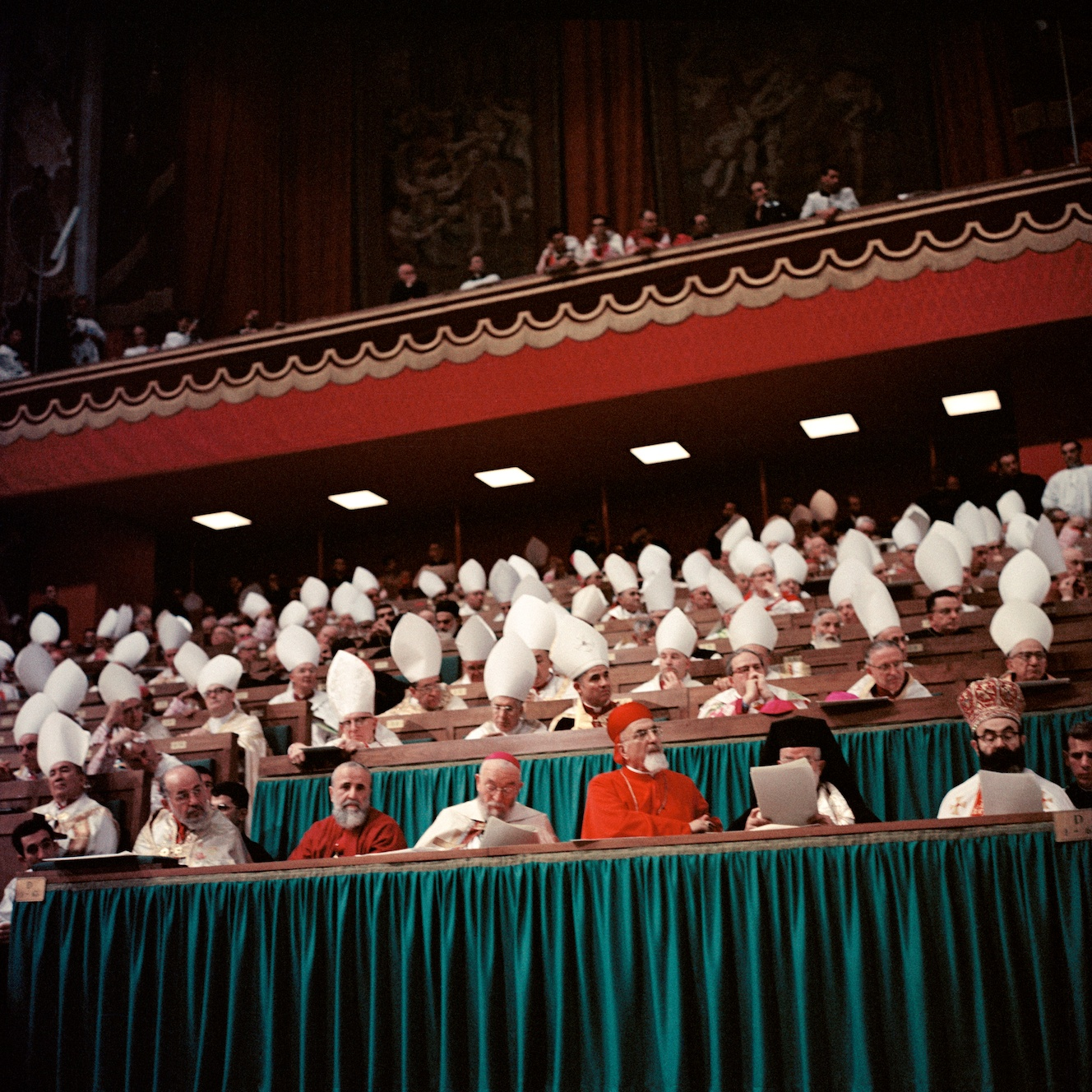
Le concile Vatican II.

Apostolicam actuositatem est le décret sur l'apostolat des laïcs du concile Vatican II. Il a été approuvé par un vote de 2 340 voix contre 2 des évêques rassemblés au concile, et promulgué par le pape Paul VI le 18 novembre 1965. Le titre en latin signifie « activité apostolique » : il figure en tête du décret, comme il est de coutume avec les documents importants de l'Église catholique.
Le décret indique que « cet apostolat […] ne consiste pas dans le seul témoignage de la vie ; le véritable apôtre cherche les occasions d’annoncer le Christ par la parole, soit aux incroyants pour les aider à cheminer vers la foi, soit aux fidèles pour les instruire, les fortifier, les inciter à une vie plus fervente ».
« Tel est le dessein de Dieu sur le monde : que les hommes, d’un commun accord, construisent l’ordre des réalités temporelles et le rendent sans cesse plus parfait. »

## Histoire du texte

### Contexte préconciliaire
La place des laïcs dans l’Église est un sujet important à partir du début du XXe siècle. Après un XIXe siècle très marqué par l’opposition entre l’Église et l’État, le statut du prêtre est devenu très central dans les paroisses, particulièrement en France. Or des processus sont déjà en cours, les vocations sacerdotales diminuent, la position du prêtre est contestée dans un contexte de socialisation et de sécularisation de la société, et les laïcs font preuve d’une capacité grandissante à l’engagement chrétien dans le monde. Autant de questions qui poussent progressivement l'Église Catholique à  chercher la place des laïcs. Face aux nouveaux défis, partout dans le monde, les évêques et les prêtres inventent des modèles d’engagement pour les laïcs.
Par ailleurs, les laïcs se montrent particulièrement innovants dans leurs capacités d’adaptation au monde actuel.  Après les patronages du XIXe fondés souvent par des prêtres, le début du XXe voit naître une profusion de propositions nouvelles portées par des laïcs : Scouts de France (1920),  JOC (1925) JEC et JAC (1929), Action Catholique… Cela ne va pas sans une contestation de plus en plus forte de la hiérarchie.
Pourtant ces propositions sont en perte de vitesse dans les années 50. Un statut des laïcs est nécessaire pour redonner du souffle à leur engagement. La sécularisation du monde implique le besoin d’un engagement plus fort des laïcs qui sont en contact avec le monde.

### Du schéma au décret
Le Schéma sur l’apostolat des laïcs est voulu dès les préparations du concile par Jean XXIII. Le dicastère équivalent n’existant pas, il doit constituer une commission pour travailler sur le texte. Celui qui est prêt à la 1re session est très long mais non étudié. Comme tous les schémas, entre la 1re et la 2ème session, celui-ci est considérablement réduit laissant un de ses chapitres au schéma sur l’Église dans le monde de ce temps, qui deviendra Gaudium et Spes. Rapidement abordé à la 2ème session, il sera discuté à la 3ème pour être présenté à la 4ème. Le texte est finalement voté le 10 novembre 1965 avec 2340 pour et 2 contre.
Les seuls débats que le schéma provoque sont autour de la question des mandats. En effet, avant le concile, les évêques ont déjà commencé à donner des charges à des laïcs sous la forme de mandats. Le décret voit alors son importance dans l’effort de définition des mandats et de l’Action Catholique.

### La résonance du thème dans les autres textes de Vatican II
Même si le décret a été voté sans difficulté et qu’il semble ne pas avoir été sujet à débat, il est remarquable que la question des laïcs se trouve insérée dans les grandes constitutions.
Lumen Gentium consacre tout un chapitre à ce sujet, le chapitre IV (30-38) sur les laïcs. Il s’agit d’un texte dogmatique qui situe l’apostolat des laïcs dans le corps mystique du Christ. Les thèmes évoqués dans le décret sont résumés dans ce chapitre. « La voie doit donc leur être ouverte de toutes parts pour que, selon leurs forces et selon les nécessités des temps, ils puissent activement participer, eux aussi, à l'œuvre de salut qui est celle de l'Église. » LG33.
Apostolicam Actuositatem est en quelque sorte un décret d’application émanant de la constitution Lumen Gentium afin de s’exprimer sur la place des laïcs dans l’Église. A ce titre, le décret est beaucoup plus concret sur ce rôle et définit tous les aspects de cet apostolat.
La problématique des laïcs ne se limite pourtant pas à cela. L’un des chapitres du schéma a été inséré à Gaudium et spes. La constitution reprend certaines des directives données aux laïcs pour les appliquer à toute l’Église. C’est en particulier le cas dans le chapitre IV de la première partie, sur le rôle de l’Église dans le monde de ce temps : Aide que l’Église, par les chrétiens, cherche à apporter à l’activité humaine. De même dans la deuxième partie, les chapitres I, sur la famille et chapitre IV sur la vie de la communauté politique, participent à l’encouragement des laïcs dans une vie plus intégrée au monde.

## Analyse du texte

### Plan
Les nombres indiqués correspondent aux numéros de section dans le texte.
1. Préambule (1)
2. Vocation des laïcs à l'apostolat (2-4)
3. Les buts à atteindre (5-8)
4. Les divers champs d'apostolat (9-14)
5. Les divers modes d'apostolat (15-22)
6. Les dispositions à observer (23-27)
7. Formation à l'apostolat (28-32)
8. Exhortation (33)

### Mouvement du texte
Dans un premier temps, le décret commence par poser les bases de l’apostolat laïc. En revenant sur les origines de l’Église, les pères montrent que l’apostolat des laïcs n’est pas une problématique contemporaine mais bien l’un des fondements de l’Église. L’apostolat n’est pas une option : « L’Esprit Saint accorde des talents et tous sont appelés à les mettre au service de l’Église ». Par suite, dans le deuxième chapitre, les laïcs sont invités à prendre une part plus grande à l’évangélisation et au renouvellement de l’ordre temporel. Ces deux aspects de l’apostolat sont au centre de la mission des laïcs. Une attention particulière est donnée aux œuvres caritatives dans un grand sens d’ouverture à tous les hommes de bonne volonté. « Les laïcs doivent donc estimer profondément et aider, selon leur pouvoir, les œuvres de charité ».
Dans un deuxième temps, le décret se penche sur les différentes formes de l’apostolat selon deux critères, les champs, chapitre III, et les modes, chapitre IV. Ces critères sont l’occasion en deux chapitres et selon deux approches différentes de faire un éventail de l’apostolat des laïcs. Les champs montrent une attention à tous types de population : tous les chrétiens ont un rôle dans le monde et dans l’Église. Il est remarquable qu’avant l’appel envoyé aux familles, aux jeunes, aux milieux sociaux et aux « secteurs national et international », les pères insistent d’abord sur le champ paroissial. « Que les laïcs prennent l’habitude de travailler dans la paroisse en étroite union avec leurs prêtres ». Cette question de la relation entre les pasteurs et les laïcs sert également de conclusion au chapitre IV, article 22 : « Les pasteurs accueilleront ces laïcs avec joie et reconnaissance ». Le texte parle alors du mode collectif de l’apostolat. Néanmoins, on peut voir entre ces deux chapitres un véritable lien dans cette relation entre les laïcs et le clergé qui sont appelés à travailler ensemble pour que l’apostolat des laïcs soit toujours plus au service du monde et en lien avec l’Église. Les modes sont ici définis, individuel ou collectif, avec une attention propre à l’Action Catholique. Celle-ci devient plus large que le mouvement du même nom : elle qualifie toutes les associations chrétiennes selon quatre critères : 
- Évangélisation et sanctification des hommes
- Collaboration avec l’église locale
- Fécondité du fait de l’action en corps organisé
- Mandaté par la hiérarchie

Dans un troisième temps, le décret approfondit la réflexion en proposant des actions concrètes de mise en place de l’apostolat laïc, au chapitre V, avec une insistance particulière sur la formation au chapitre VI. On retrouve dans ces articles une invitation forte à entretenir les relations entre la hiérarchie et les laïcs. Il s’agit là d’une réponse aux contestations de l’époque. Le concile entend réconcilier les laïcs avec la hiérarchie pour mieux servir l’apostolat. Pourtant, dépassant cette problématique, le texte va beaucoup plus loin dans la collaboration, en l’élargissant aux diocèses, aux pays, au monde et même aux autres confessions chrétiennes et autres religions : « Par cette coopération dynamique et prudente […] les laïcs apportent un témoignage au Christ Sauveur du monde et à l’unité de la famille humaine ». Dans ce même mouvement d’approfondissement de la question des laïcs, le décret précise les besoins et les principes de la formation des laïcs. En effet, une plus grande responsabilité des laïcs dans la mission de l’Église implique que ceux-ci soient plus aptes à saisir les enjeux de leurs actions. Toujours dans une dynamique d’élargissement, les pères encouragent « la création de centres de documentation et d’études non seulement en matière théologique mais aussi pour les sciences humaines ».

### Les innovations du texte
Le concile insiste sur le témoignage par la parole. « Le véritable apôtre cherche les occasions d’annoncer le Christ par la parole »AA6. Sur la question des laïcs, il est nécessaire d’encourager les chrétiens à témoigner de leur foi et d’annoncer le Christ par leur vie. Tout au long du texte, cette invitation est reprise pour que les chrétiens soient « ferments » dans le monde. Mais à chacune de ces évocations, le décret redit la nécessité d’une annonce par la parole dès que l’occasion se présente. Cette insistance fait écho à une préoccupation contemporaine. Plus loin, le décret redira « Beaucoup d’hommes en effet ne peuvent recevoir l’Évangile et reconnaître le Christ que par les laïcs qu’ils côtoient », d’où la nécessité que ces laïcs parlent du christ par leur vie, par leurs actes mais aussi par leur parole.
Le texte fait le rappel des types d’apostolat : évangélisation, rénovation de l’ordre temporel et œuvres caritatives. Si le premier et le dernier sont des missions traditionnelles de l’Église, cette préoccupation pour l’ordre temporel est, elle, particulière à la mission laïc. Si tous sont appelés à évangéliser et à secourir les hommes, il incombe aux laïcs de chercher à être plus présents dans le monde afin de le transformer de l’intérieur. C’est par cette immersion des laïcs que l’Eglise pourra orienter les sociétés vers le  Christ. « L’ordre temporel est à renouveler de telle manière que, dans le respect de ses lois propres et en conformité avec elles, il devienne plus conforme aux principes supérieurs de la vie chrétienne ». Il devient alors important que les laïcs soient « instruits de la véritable signification et de la valeur des biens temporels ».
Dans le prolongement de cette assimilation des laïcs dans le monde, le concile invite en filigrane les chrétiens à s’adapter à tous. Une disponibilité pleine et entière des laïcs est demandée pour aller chercher les hommes les plus éloignés de la foi. On rejoint ici les problématiques de « Glaudium et spes » afin que nul homme ne soit exclu du salut offert par le Christ.

### Postérité du décret
Ce texte n’a peut-être pas eu le retentissement des grandes constitutions mais il a néanmoins ouvert des voies jusqu’à nos jours.
Une des conséquences est la naissance des communautés du renouveau charismatique. En ouvrant plus largement la possibilité pour les laïcs de se constituer en association, le décret a permis la naissance des mouvements comme la communauté de l'Emmanuel ou la communauté du chemin neuf. Initiées dans les années 70, elles concernent aujourd’hui en France trois cent à trois cent cinquante mille chrétiens.
L’article 12 sur les jeunes n’est pas sans lien avec l’organisation des Journées mondiales de la jeunesse. En effet, le décret porte une attention particulière à cette population : « Que les jeunes réalisent bien que cet appel s’adresse très particulièrement à eux, qu’ils le reçoivent avec joie et de grand cœur ».
L’appel à une plus grande implication des laïcs dans la vie paroissiale est aujourd’hui une réalité. Les conseils paroissiaux et diocésains se sont renforcés de la présence de ceux-ci. Ils sont également très actifs dans l’administration des mouvements et dans les coordinations à différentes échelles. L’exemple des scouts est très parlant par leur organisation très structurée qui permet l’organisation de rassemblements nationaux et internationaux. Les laïcs en sont les principaux acteurs.
Dans son exhortation apostolique Evangelii gaudium, le pape François a invité les paroisses à produire des projets pastoraux pour que les chrétiens redeviennent des missionnaires dans le monde. S’adressant à toute l’Église, les laïcs comme les prêtres, il fait écho à la collaboration déjà encouragée par le décret. Il pousse aussi les laïcs à accomplir leur rôle au service de l’évangélisation, de l’administration de l’ordre temporel et de la charité.